# نیکه‌فوروس دوم
نیکه‌فوروس دوم با عنوان کامل نیکه‌فوروس دوم فوکاس(به یونانی: Νικηφόρος Β΄ Φωκᾶς) (به انگلیسی: Nikephoros II Phokas) (زادهٔ ۹۱۲ — درگذشتهٔ ۱۰ یا ۱۱ دسامبر ۹۶۹) امپراتور بیزانس از ۹۶۳ تا هنگام مرگش در ۹۶۹ بود. او در طول دوران زمامداریش توانست دستاوردهای نظامی ارزشمندی را در مقابله با اعراب مسلمان کسب نماید و درنتیجهٔ آنها قدرت امپراتوری بیزانس بار دیگر در سدهٔ دهم میلادی احیا شد.

## زندگینامه

### سال‌های نخستین و پیروزی بر اعراب
نیکه‌فوروس فوکاس پسر بارداس فوکاس از فرماندهان مهم بیزانسی در منطقهٔ آناتولی در مرز امپراتوری بود. دیری نپایید که او نیز وارد ارتش شد و همراه با پدرش در جنگ علیه اعراب حمدانی شرکت جست. او سپس از ۹۵۴ تا ۹۵۵ از سوی امپراتور وقت بیزانس کنستانتین هفتم به فرماندهی سپاهیان شرق رسید و جانشین پدر سالخورده‌اش شد. او سپس با تأکید بر نظم و انضباط به بازسازی ارتش پرداخت و کار استخدام نیروها را نیز بهبود بخشید.
کنستانتین هفتم در ۹۵۹ درگذشت و پسرش رومانوس دوم جانشین او شد. رومانوس سپس فرماندهی سپاه بیزانس برای آزادسازی کرت که کنترلش از ۸۲۶ تا آن زمان در اختیار اعراب قرار گرفته بود را به نیکه‌فوروس فوکاس داد. به‌منظور انجام این لشکرکشی تمامی ناوگان بیزانس همراه با ۲۴ هزار سپاهی بسیج شد و نیکه‌فوروس در ۷ مارس ۹۶۱ موفق شد کنترل جزیرهٔ کرت را دراختیار خود بگیرد. در آنجا او دست به کشتار وسیعی زد و مقاومت اعراب را در هم شکست. نیکه‌فوروس سپس همراه با عبدالعزیز، آخرین امیر کرت که به اسارت او درآمده بود به قسطنطنیه بازگشت. به‌دنبال این پیروزی که باعث تحقق رویای بیزانسی‌ها شده بود او در اوایل سال ۹۶۲ به اعراب کیلیکیه و سوریه نیز حمله کرد و بیش از ۶۰ دژ را تصرف نمود.

### رسیدن به امپراتوری بیزانس
رومانوس دوم در ۱۵ مارس ۹۶۳ درگذشت و با مرگ او اوضاع پایتخت دستخوش تغییراتی شد. ادارهٔ امور کشور در دستان خواجهٔ توانمندی به‌نام ژوزف برینگاس قرار گرفت و نایب‌السلطنتی امپراتوران خردسال، باسیل ۶ ساله و کنستانتین ۳ ساله را نیز مادرشان امپراتریس تئوفانوی ۲۰ ساله عهده‌دار شد. با این حال چنین شایع شد که تئوفانو رومانوس را مسموم کرده و همین مسئله باعث بروز مشکلاتی بین ژوزف برینگاس و تئوفانو گردید. سرانجام تئوفانوی زیباروی و جاه‌طلب که از زمامداری برینگاس ناراضی بود از نیکه‌فوروس فوکاس درخواست یاری نمود.
از سوی دیگر مردم قسطنطنیه نیز که با سخنان پیشکاری به نام باسیل تحریک شده بودند علیه برینگاس سر به شورش برداشتند و ارتش امپراتوری با مداخلهٔ ژان تزیمیسکس، نیکه‌فوروس را در ۳ ژوئیه ۹۶۳ در قیصریه ملزم به پذیرش تاج امپراتوری و لشکرکشی به‌سوی قسطنطنیه نمود. سرانجام نیکه‌فوروس در ۱۶ اوت ۹۶۳ در کلیسای ایا صوفیه با عنوان نیکه‌فوروس دوم تاجگذاری کرد و در ۲۰ سپتامبر همان سال با تئوفانو ازدواج نمود. او سپس فرزندان تئوفانو را به‌طور اسمی به فرزندخواندگی خود پذیرفت.
با این حال دیری نپایید که امپراتور جدید تحت نفوذ برادرش لئوی فوکاس که دسیسه‌چینی‌هایش باعث نارضایتی اهالی قسطنطنیه شده بود، نسبت به حتی بهترین مشاورانش نیز ظنین گردید و آنها را یکی پس از دیگری از مقام خود برکنار ساخت. او همچنین در طول دوران حکومت ۶ ساله‌اش به حملات خود علیه اعراب ادامه داد که باعث تحمیل فشار بسیاری بر دوش مردم شد و در نهایت به نارضایتی آنها از نیکه‌فوروس انجامید.

### مرگ
نیکه‌فوروس در سال‌های پایانی عمرش گوشه‌نشینی اختیار کرد و در کاخ مستحکم بوکولیون که برای حفظ امنیت خودش آن را ساخته بود ساکن شد. با این حال او سرانجام در یکی از شب‌های دسامبر ۹۶۹ به‌دست دوستان سابقش و باهمدستی همسرش تئوفانو که احتمالاً می‌خواست فرزندان خود را بار دیگر به قدرت برگرداند و ستوان مورد اعتمادش ژان تزیمیسکس به‌قتل رسید.
با مرگ نیکه‌فوروس دوم، ژان تزیمیسکس با عنوان ژان یکم بر تخت امپراتوری بیزانس نشست و تئوفانو نیز به‌عنوان گناهکار به صومعه‌ای تبعید شد.